# 弗氏假鰓鱂
弗氏假鰓鱂，又稱非洲麗魚，為輻鰭魚綱鯉齒目鰕鱂亞目鰕鱂科的其中一種，為熱帶淡水魚，分布於非洲辛巴威淡水流域，本魚體延長側扁，口端位，下頷略長於上頷，體被圓鱗，鱗片邊緣鑲鮮紅色邊，體色淺藍色，背鰭具有深色斑點組成的紋路，臀鰭、腹鰭、尾鰭紅色，部分改良品種尾鰭黃色或紅色鑲黑邊，體長可達6.5公分，棲息在池塘底中層水域，這種一年生的鱂魚棲息在降水稀少且不穩定的半乾旱地區的臨時水池中，並通過進化出抗干燥的卵來適應環境的日常乾燥，這些卵可以通過進入滯育期而在乾燥的泥漿中保持休眠一年甚至更長的時間， 在脊椎動物中，該物種的性成熟最快——孵化後僅14天，由於雨季的持續時間很短，該種的自然壽命僅限於幾個月，可作為觀賞魚。

## 擴展閱讀
維基物種上的相關：弗氏假鰓鱂
1. ↑  Nagy, B.; Watters, B. . The IUCN Red List of Threatened Species. 2019, 2019: e.T63305A99447871  [20 November 2021]. doi:10.2305/IUCN.UK.2019-3.RLTS.T63305A99447871.en .
2. ↑  Reichard, Martin; Polačik, Matej. . eLife. 2019-01-08, 8: e41548  [2022-07-16]. ISSN 2050-084X. PMC 6324871 . PMID 30616713. doi:10.7554/eLife.41548. （原始内容存档于2022-10-15） （英语）.
3. ↑  Milius, Susan. . Science News. 2018-08-06  [2018-08-08]. （原始内容存档于2022-08-31） （英语）.
4. ↑  Vrtílek, Milan; Žák, Jakub; Pšenička, Martin; Reichard, Martin. . Current Biology. August 2018, 28 (15): R822–R824  [2022-07-16]. ISSN 0960-9822. PMID 30086311. doi:10.1016/j.cub.2018.06.031 . （原始内容存档于2022-07-16） （英语）.